# Suollakjaure
Suollakjaure är en sjö i Arjeplogs kommun i Lappland och ingår i Piteälvens huvudavrinningsområde. Suollakjaure ligger i Piteälven Natura 2000-område.